# Hugo & Victor
 (octobre 2013).
Si vous disposez d'ouvrages ou d'articles de référence ou si vous connaissez des sites web de qualité traitant du thème abordé ici, merci de compléter l'article en donnant les références utiles à sa vérifiabilité et en les liant à la section « Notes et références ».

Hugo & Victor est une entreprise de pâtisserie et chocolaterie, de glaces et de confitures de luxe fondée à Paris par Hugues Pouget en février 2010. 

## Historique

### Création de Hugo & Victor

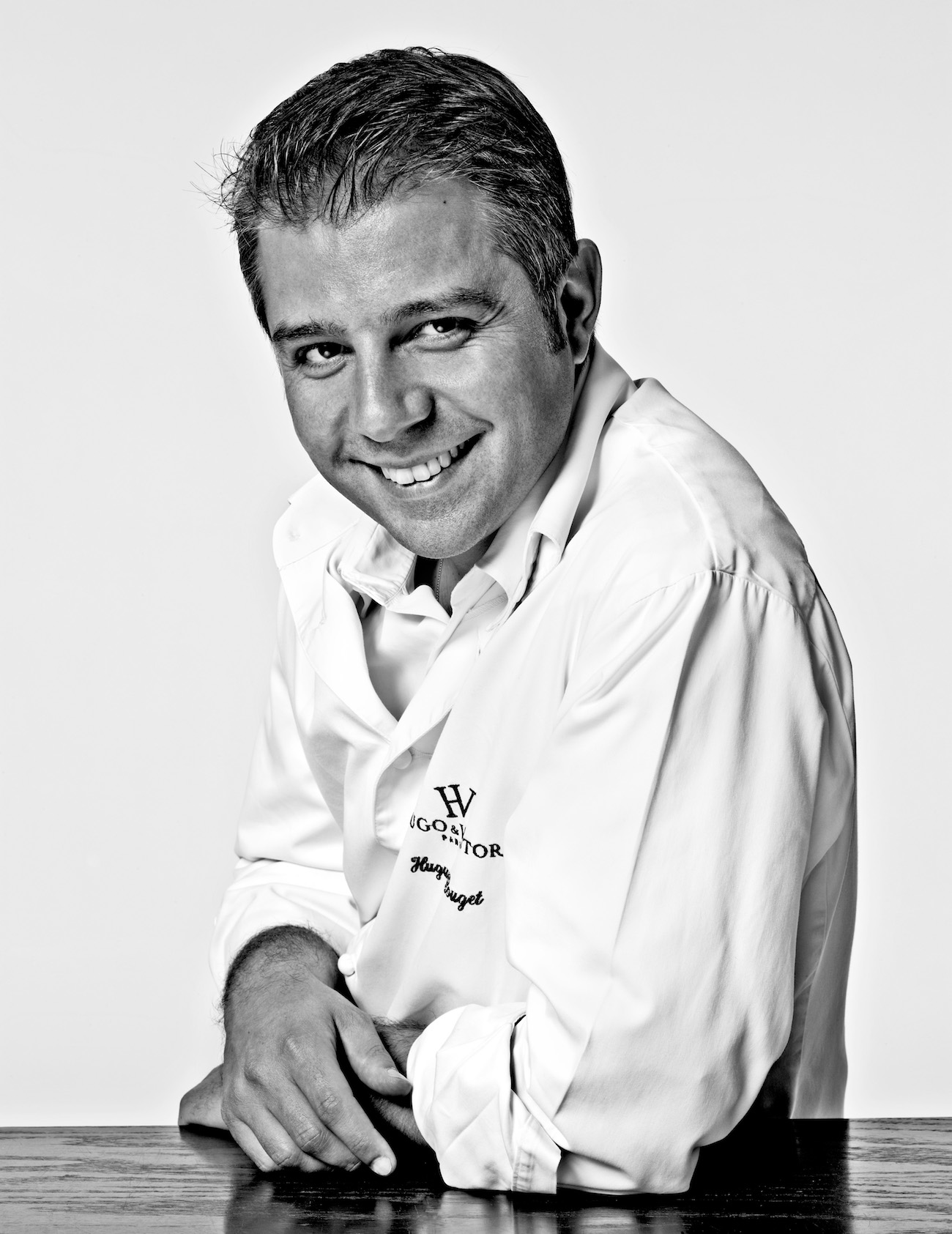
Portrait de Hugues Pouget

Début 2010, Hugues Pouget, ayant suivi une formation en restauration, s’associe avec un ami d’enfance pour ouvrir sa propre pâtisserie à Paris. Il décide de mettre en avant des pâtisseries et des chocolats de luxe, fabriqués à partir de produits de qualité et de saison, avec des techniques à la fois contemporaines et traditionnelles. En 2014, les deux associés décident de se séparer. À partir de l’année suivante, l’enseigne Hugo & Victor s'installe d’abord au Japon à Tokyo, en Corée du Sud à Séoul, puis à Dubaï.  
Hugo & Victor est aussi disponible dans le « Food premium » d’Amazon.

## Les spécificités de Hugo & Victor

### Une pâtisserie nature
Hugues Pouget construit avec des produits de saison, naturels et sans colorant artificiel.

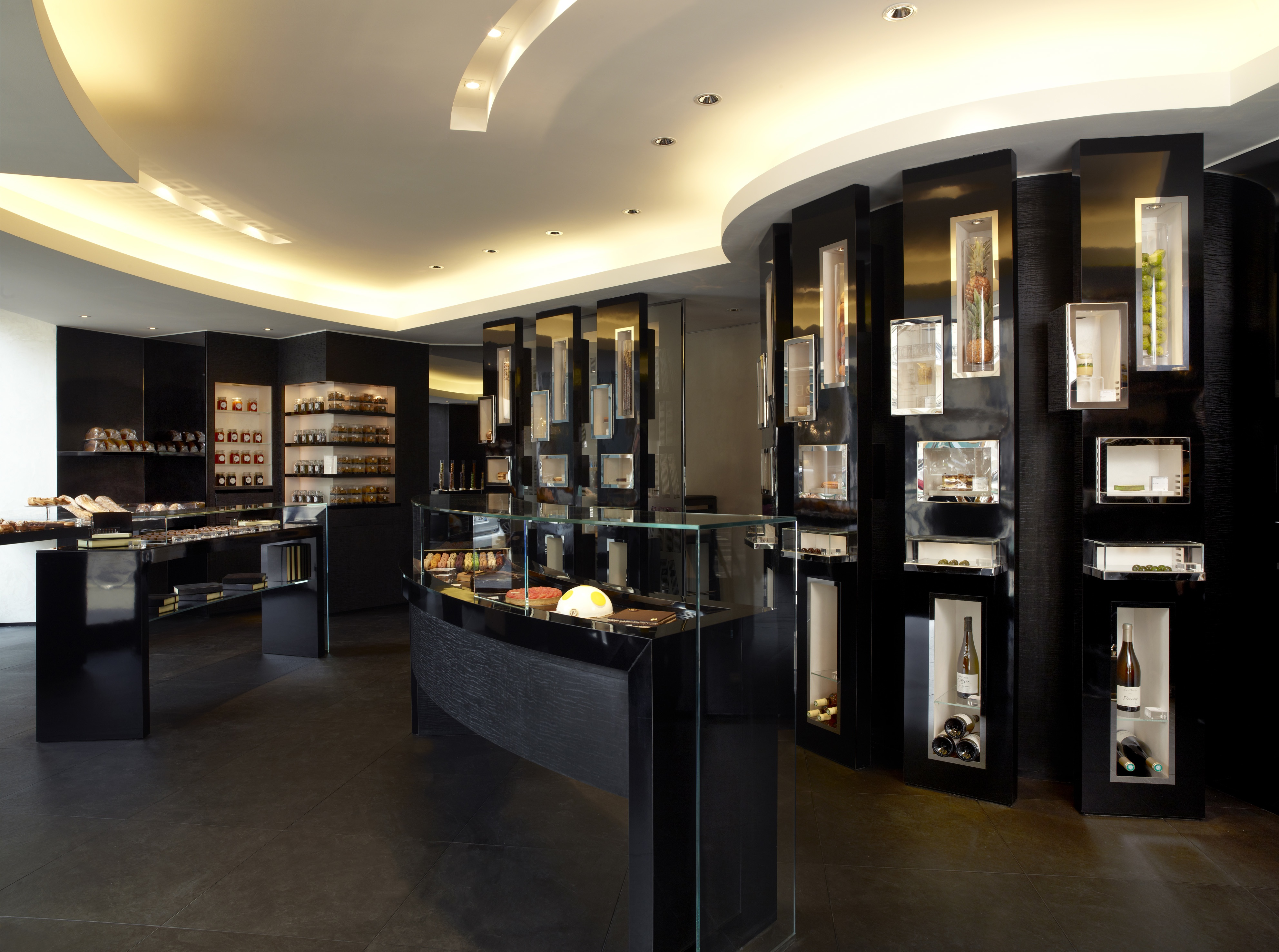
Boutique Rive Gauche, au 40 boulevard Raspail, Paris 7e

## Récompenses
- Hugues Pouget, champion de France des desserts en 2003[2]
- Meilleur financier de Paris par Le Figaroscope[3]
- Meilleur millefeuille du moment par le Magazine du Monde[4][source insuffisante]
- Deuxième meilleur pain aux raisins de Paris par Le Figaroscope[5]
- Meilleur Saint-Honoré par le Magazine You Food
- Parmi les meilleurs macarons de Paris par The New York Times[6]